# Northern Arizona University
Northern Arizona University är ett statligt universitet som grundades 1899 och är beläget i Flagstaff i Arizona.  Universitetet har totalt cirka 20 000 studenter.